# Dendrochilum aurantiacum
Dendrochilum aurantiacum är en orkidéart som beskrevs av Carl Ludwig von Blume. Dendrochilum aurantiacum ingår i släktet Dendrochilum och familjen orkidéer. Inga underarter finns listade i Catalogue of Life.